# Corona de Bohemia y Moravia
La corona de Bohemia y Moravia (en checo protektoratní koruna) fue la moneda del Protectorado de Bohemia y Moravia durante la Segunda Guerra Mundial, entre 1939 y 1945. Se subdividía en 100 haléřů.

## Monedas
En 1940, se introdujeron monedas de 10, 20 y 50 haléřů fabricadas en zinc, y en 1941 se puso en circulación la moneda de 1 corona, también fabricada en zinc.
El diseño del reverso de las monedas era muy similar al de las anteriores monedas de Checoslovaquia.

## Billetes
En 1939 y 1940 se introdujeron en todo el Protectorado de Bohemia y Moravia billetes de 1 y 5 coronas. En 1940 hubo una nueva emisión de billetes, y los valores de los nuevos billetes fueron de 1, 5, 50 y 100 coronas. También se emitieron billetes de 10 coronas (en 1942) y de 20 coronas (en 1944).
El Banco Nacional emitió billetes de 100 y 500 coronas en 1942, y en 1943 billetes (sobreimpresos) de 5000 coronas. En 1944 el Banco Nacional emitió billetes de 5000 coronas.